# Ревуцкий, Виктор Константинович
Ви́ктор Константи́нович Реву́цкий (укр. Ревуцький Віктор Костянтинович ; 1922, Осипенко, Запорожская губерния, СССР — 1 сентября 1944, возле Клайпеды, Литва) — советский летчик- истребитель. Награжден орденами Красного Знамени, Отечественной войны 2 степеней, Красной Звезды, медалями.

## Биография
Родился 14 октября 1922 года в селе Лазановка (Запорожская область Украины). С 1938 года учился в Бердянской школе № 1, в 1940 году окончил городской аэроклуб. С 1 января 1941 года в рядах Красной Армии. 
Закончил Качинское военное авиаучилище (Севастополь). Участник Великой Отечественной войны : действовал как лётчик-истребитель (12 воздушных побед) и воздушный разведчик.
Совершил 140 боевых вылетов; участвовал в 30 воздушных боях. Лично сбил 12 вражеских самолётов. Совершил 135 штурмовых налётов в тыл противника — было уничтожено 3 склада с боеприпасами, 2 парохода, 5 вагонов, 8 автомашин с грузом, 15 лодок с топливом.
Погиб в сентябре 1944 года во время штурмовки вражеской колонны (на малой высоте плоскостью самолёта задел телеграфный столб) в рамках Прибалтийской операции в лесу недалеко от литовского города Клайпеда ; на месте гибели лётчика установлен памятник. Похоронен на кладбище города Тельшяй . Именем Ревуцкого названа улица в посёлке Амдерма Ненецкого автономного округа, где после войны базировался 72-й Полоцкий истребительный авиаполк (ранее назывался 485-й истребительный авиаполк).